# NGC 3433
NGC 3433 è una galassia a spirale situata nella costellazione del Leone.